# Серафим Барутчийски
Серафим Иванов Барутчийски е български педагог и книжовник.

## Биография
Роден е на 6 декември 1869 година в град Кочани, който тогава е в Османската империя. След създаването на Княжество България в 1878 година, семейството му в същата година се преселва в Кюстендил, където Барутчийски израства. Завършва Кюстендилското педагогическо училище. В Кюстендил е активист на Кюстендилското македонско дружество. През 1892 година завършва българска филология във Висшето училище в София, а в 1894 година завършва славистика и германистика във Виенския университет.
От 1895 година до 1912 година преподава български и литература и немски език в гимназията „Княз Александър I“ в Пловдив, на която в 1910 – 1912 година е директор, и в Девическата гимназия. Барутчийски е любимият учител на Димчо Дебелянов. Десет години е председател на попечителството на Пловдивското сиропиталище. От 1912 година преподава в Трета софийска мъжка гимназия „Уилям Гладстон“. Автор е на много учебници и помагала по български и немски език, както и на биографии на Христо Г. Данов, Кирил Нектариев и хаджи Гьока Павлов. Много от учебниците му са в съавторство с дъщеря му Вера Барутчийска.
Барутчийски умира в София на 4 юли 1939 година.

## Дарителство
На 24 юли 1939 г. дъщеря му Вера Барутчийска според завещанието му внася 125 000 лева за образуване на фонд при министерството на народното просвещение, чиито приходи са за стипендия на един беден студент – една година по немска, една по славянска филология. Изплащането на стипендиите започва от учебната 1940/1941 г., като първа стипендиантка на фонда е Мария С. Кадънкова – студентка по немска филология, която получава по 700 лева месечно. Фондът е закрит през 1948 г. с вливането на фонд „Завещатели и дарители“ при министерството на народното просвещение в държавния бюджет.
През септември 1939 г. Вера Барутчийска предоставя на Трета софийска мъжка гимназия 25 000 лева за образуване на втори фонд на името на баща ѝ, с чиито приходите да се подпомагат бедни ученици от гимназията.
На 2 април 1942 г. Вера Барутчийска дарява 50 000 лева за образуване на фонд при просветното министерство на фонд на името на покойната ѝ майка Зора Барутчийска, с който да се подпомагат бедни болни ученички от Трета софийска девическа гимназия. Фондът е закрит през 1948 г. с вливането на фонд „Завещатели и дарители“ при министерството на народното просвещение в държавния бюджет.